# Rolf von der Laage
Rolf von der Laage (* 23. August 1932 in Herzogenrath; † 14. Januar 2006 in Köln) war ein deutscher Journalist, Sportfunktionär und Sportorganisator.

## Leben
In seiner Jugend war Rolf von der Laage selbst aktiver Leichtathlet. Er gehörte der Aachener TG an und nahm 1949 an den deutschen Jugendmeisterschaften teil. Danach begann er mit seiner journalistischen Tätigkeit. Ein erster Höhepunkt war seine Berichterstattung von den Leichtathletik-Europameisterschaften in Bern 1954. Nebenher studierte er Sinologie an der Universität zu Köln. Nach Abschluss des Studiums ging von der Laage für zwölf Jahre als Korrespondent der Deutschen Welle nach Asien und berichtete aus fast allen Ländern dieses Kontinents.
Von besonderem Interesse für ihn war immer der Sport. Vor den Olympischen Spielen 1972 organisierte er ein Trainingslager für asiatische Olympiateilnehmer. Dabei lernte er die malaysische Hochspringerin Gladys Chai kennen, die er fünf Jahre später heiratete. Sie wurde eine Sportfotografin und beide bauten in Köln die Agentur ASVOM auf. Rolf von der Laage interessierte sich sehr für die asiatische und ganz besonders für die chinesische Leichtathletik. Über dieses Thema verfasste er mehrere Bücher.
Er war stellvertretender Meetingdirektor des Kölner ASV-Sportfestes und gehörte von 1991 bis 1995 der Grand-Prix-Kommission der IAAF an. Bis zu seinem Tod war er zudem Mitglied der Pressekommission des Leichtathletik-Weltverbandes. Bei den „German Meetings“ arbeitete er deutschlandweit in verschiedenen Funktionen mit.
Am 14. Januar 2006 starb von der Laage in Köln im Alter von 73 Jahren.